# Beatriz Pagés Rebollar
María Beatriz Pagés Llergo Rebollar (* 25. Februar 1954 in Mexiko-Stadt) ist eine mexikanische Journalistin und Politikerin der Partido Revolucionario Institucional (PRI) sowie seit 1987 Direktorin der Zeitschrift Siempre! (Immer).

## Leben
Beatriz Pagés Rebollar ist die Tochter des Journalisten José Pagés Llergo, Gründer der Zeitschrift Siempre!, und seiner Frau Beatriz Rebollar. Pagés Rebollar hat neben dem Printjournalismus auch im Fernsehen und Radio gearbeitet. 2005 gehörte sie zum Schattenkabinett der PRI um Roberto Madrazo. 2006 wurde sie als Abgeordnete des LX. Congreso de la Unión de México gewählt.
| Personendaten    | Personendaten                                             |
| ---------------- | --------------------------------------------------------- |
| NAME             | Pagés Rebollar, Beatriz                                   |
| ALTERNATIVNAMEN  | Pagés Llergo Rebollar, María Beatriz (vollständiger Name) |
| KURZBESCHREIBUNG | mexikanische Journalistin und Politikerin                 |
| GEBURTSDATUM     | 25. Februar 1954                                          |
| GEBURTSORT       | Mexiko-Stadt                                              |